# مشت‌پیمایی

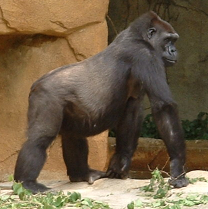
یک گوریل در حال مشت‌پیمایی (باغ وحش سینسیناتی).

مُشت‌پیمایی شیوه‌ای از جاپیمایی (حرکت مکانی) در جانوران چهارپا است.
در این شیوه، حیوان، ساعدها و مچ‌های دست خود را کمی خمیده نگه می‌دارند و بر روی پیش‌مشت‌ها راه می‌رود.
گوریل‌ها و شامپانزه‌ها، مورچه‌خوارهای بزرگ و نوک‌اردکی‌ها مشت‌پیما هستند. پانگولین‌ها (مورچه‌خوارهای پولک‌دار) هم گاهی بر روی پیش‌مشت‌های خود راه می‌روند.
در سنگواره‌های انسان اولیه نیز شواهدی مبنی بر مشت‌پیما بودن انسان اولیه یافت شده‌است.
گونه‌ای از این جاپیمایی نیز در برخی از جانوران دیده می‌شود که جاندار برای حرکت وزن بدن را بر روی کف دستان خود می‌اندازد، به این حالت پنجه‌نوردی می‌گویند.